# Szymon Rekita
Szymon Rekita   (Biskupiec, 5 de gener de 1994) és un ciclista polonès, professional des del 2017. Actualment corre a l'equip Voster ATS Team. En el seu palmarès destaquen dos campionats nacionals sub-23 i el Tour d'Antalya del 2019.

## Palmarès
- 2012
  -  Campió de Polònia contrarellotge júnior
- 2014
  -  Campionat de Polònia en contrarellotge sub-23
- 2015
  -  Campionat de Polònia en contrarellotge sub-23
- 2016
  - 1r a la Copa Cicogna
- 2017
  - Vencedor d'una etapa a la Volta a Rodes
- 2018
  - Vencedor d'una etapa al Tour del Jura
- 2019
  - 1r al Tour d'Antalya i vencedor d'una etapa
- 2022
  - 1r al Tour de Szeklerland i vencedor d'una etapa
  - Vencedor de 2 etapes a la Volta a Bulgària